# Żyła nabrzuszna powierzchowna
Żyła nabrzuszna powierzchowna (łac. vena epigastrica superficialis) – w anatomii człowieka żyła odprowadzająca krew ze skóry dolnej połowy przedniej ściany brzucha. Biegnie w tkance podskórnej. Uchodzi do żyły udowej lub żyły odpiszczelowej w rozworze odpiszczelowym.

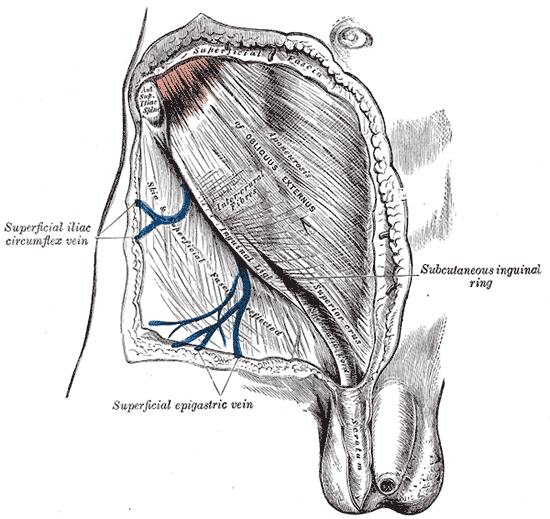
Żyła nabrzuszna powierzchowna (superficial epigastric vein).
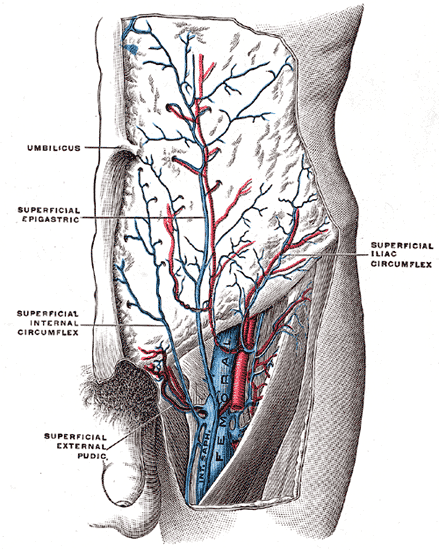
Żyła udowa i jej dopływy.
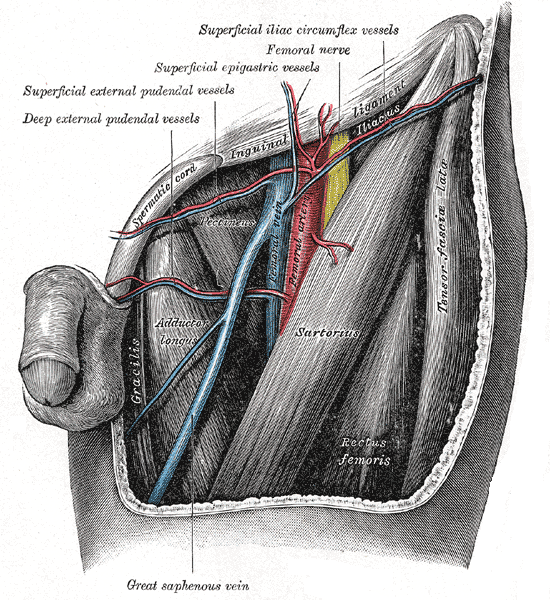
Żyła nabrzuszna powierzchowna (superficial epigastric vein).